# Wereldkampioenschap superbike van Brands Hatch 1996
Het wereldkampioenschap superbike van Brands Hatch 1996 was de zevende ronde van het wereldkampioenschap superbike 1996. De races werden verreden op 4 augustus 1996 op Brands Hatch nabij West Kingsdown, Verenigd Koninkrijk.

## Race 1
| Pos | Nr | Rijder               | Constructeur | Rondes | Tijd        | Grid | Punten |
| --- | -- | -------------------- | ------------ | ------ | ----------- | ---- | ------ |
| 1   | 7  | Pierfrancesco Chili  | Ducati       | 25     | 37:05.894   | 2    | 25     |
| 2   | 4  | Anthony Gobert       | Kawasaki     | 25     | +1.787      | 5    | 20     |
| 3   | 11 | John Kocinski        | Ducati       | 25     | +1.863      | 6    | 16     |
| 4   | 45 | Colin Edwards        | Yamaha       | 25     | +8.420      | 4    | 13     |
| 5   | 1  | Carl Fogarty         | Honda        | 25     | +9.362      | 9    | 11     |
| 6   | 3  | Aaron Slight         | Honda        | 25     | +14.922     | 13   | 10     |
| 7   | 10 | John Reynolds        | Suzuki       | 25     | +14.996     | 7    | 9      |
| 8   | 9  | Neil Hodgson         | Ducati       | 25     | +15.060     | 3    | 8      |
| 9   | 6  | Simon Crafar         | Kawasaki     | 25     | +30.258     | 11   | 7      |
| 10  | 5  | Wataru Yoshikawa     | Yamaha       | 25     | +35.701     | 14   | 6      |
| 11  | 96 | Niall Mackenzie      | Yamaha       | 25     | +35.985     | 15   | 5      |
| 12  | 67 | Mike Hale            | Ducati       | 25     | +46.309     | 19   | 4      |
| 13  | 8  | Piergiorgio Bontempi | Kawasaki     | 25     | +56.652     | 10   | 3      |
| 14  | 52 | Ian Simpson          | Ducati       | 25     | +1:12.699   | 23   | 2      |
| 15  | 38 | Ioannis Boustas      | Ducati       | 24     | +1 ronde    | 28   | 1      |
| 16  | 50 | Dean Ashton          | Ducati       | 24     | +1 ronde    | 29   |        |
| 17  | 77 | Brett Sampson        | Kawasaki     | 24     | +1 ronde    | 27   |        |
| 18  | 58 | Shawn Giles          | Ducati       | 24     | +1 ronde    | 24   |        |
| 19  | 18 | Igor Jerman          | Kawasaki     | 24     | +1 ronde    | 26   |        |
| 20  | 24 | Anders Rasmussen     | Yamaha       | 24     | +1 ronde    | 30   |        |
| DNF | 2  | Troy Corser          | Ducati       | 21     | Uitgevallen | 1    |        |
| DNF | 16 | Paolo Casoli         | Ducati       | 19     | Uitgevallen | 12   |        |
| DNF | 69 | James Whitham        | Yamaha       | 13     | Uitgevallen | 8    |        |
| DNF | 55 | Ray Stringer         | Kawasaki     | 12     | Uitgevallen | 20   |        |
| DNF | 51 | Jim Moodie           | Ducati       | 8      | Uitgevallen | 21   |        |
| DNF | 32 | Alex Buckingham      | Yamaha       | 8      | Uitgevallen | 25   |        |
| DNF | 57 | Graham Ward          | Ducati       | 5      | Uitgevallen | 22   |        |
| DNF | 36 | Kirk McCarthy        | Suzuki       | 2      | Uitgevallen | 17   |        |
| DNF | 41 | Michaël Paquay       | Ducati       | 1      | Uitgevallen | 18   |        |
| DNF | 34 | Michael Rutter       | Ducati       | 0      | Uitgevallen | 16   |        |

## Race 2
| Pos | Nr | Rijder               | Constructeur | Rondes | Tijd        | Grid | Punten |
| --- | -- | -------------------- | ------------ | ------ | ----------- | ---- | ------ |
| 1   | 2  | Troy Corser          | Ducati       | 25     | 37:01.207   | 1    | 25     |
| 2   | 7  | Pierfrancesco Chili  | Ducati       | 25     | +4.082      | 2    | 20     |
| 3   | 45 | Colin Edwards        | Yamaha       | 25     | +11.751     | 4    | 16     |
| 4   | 4  | Anthony Gobert       | Kawasaki     | 25     | +22.966     | 5    | 13     |
| 5   | 3  | Aaron Slight         | Honda        | 25     | +24.517     | 13   | 11     |
| 6   | 5  | Wataru Yoshikawa     | Yamaha       | 25     | +24.635     | 14   | 10     |
| 7   | 16 | Paolo Casoli         | Ducati       | 25     | +24.797     | 12   | 9      |
| 8   | 10 | John Reynolds        | Suzuki       | 25     | +39.169     | 7    | 8      |
| 9   | 8  | Piergiorgio Bontempi | Kawasaki     | 25     | +39.246     | 10   | 7      |
| 10  | 36 | Kirk McCarthy        | Suzuki       | 25     | +57.363     | 17   | 6      |
| 11  | 67 | Mike Hale            | Ducati       | 25     | +57.482     | 19   | 5      |
| 12  | 41 | Michaël Paquay       | Ducati       | 25     | +1:10.708   | 18   | 4      |
| 13  | 51 | Jim Moodie           | Ducati       | 25     | +1:19.960   | 21   | 3      |
| 14  | 58 | Shawn Giles          | Ducati       | 24     | +1 ronde    | 24   | 2      |
| 15  | 18 | Igor Jerman          | Kawasaki     | 24     | +1 ronde    | 26   | 1      |
| 16  | 24 | Anders Rasmussen     | Yamaha       | 24     | +1 ronde    | 30   |        |
| 17  | 77 | Brett Sampson        | Kawasaki     | 24     | +1 ronde    | 27   |        |
| DNF | 1  | Carl Fogarty         | Honda        | 15     | Uitgevallen | 9    |        |
| DNF | 50 | Dean Ashton          | Ducati       | 13     | Uitgevallen | 29   |        |
| DNF | 69 | James Whitham        | Yamaha       | 10     | Uitgevallen | 8    |        |
| DNF | 52 | Ian Simpson          | Ducati       | 10     | Uitgevallen | 23   |        |
| DNF | 57 | Graham Ward          | Ducati       | 8      | Uitgevallen | 22   |        |
| DNF | 34 | Michael Rutter       | Ducati       | 7      | Uitgevallen | 16   |        |
| DNF | 9  | Neil Hodgson         | Ducati       | 6      | Uitgevallen | 3    |        |
| DNF | 38 | Ioannis Boustas      | Ducati       | 6      | Uitgevallen | 28   |        |
| DNF | 6  | Simon Crafar         | Kawasaki     | 5      | Uitgevallen | 11   |        |
| DNF | 11 | John Kocinski        | Ducati       | 3      | Uitgevallen | 6    |        |
| DNF | 32 | Alex Buckingham      | Yamaha       | 2      | Uitgevallen | 25   |        |
| DNF | 55 | Ray Stringer         | Kawasaki     | 1      | Uitgevallen | 20   |        |
| DNF | 96 | Niall Mackenzie      | Yamaha       | 0      | Uitgevallen | 15   |        |

## Tussenstanden na wedstrijd
| Pos | Nr | Rijder              | Team   | Punten |
| --- | -- | ------------------- | ------ | ------ |
| 1   | 2  | Troy Corser         | Ducati | 229    |
| 2   | 3  | Aaron Slight        | Honda  | 221    |
| 3   | 1  | Carl Fogarty        | Honda  | 181    |
| 4   | 11 | John Kocinski       | Ducati | 173    |
| 5   | 7  | Pierfrancesco Chili | Ducati | 162    |

1993 · 1995 · 1996 · 1997 · 1998 · 1999 · 2000 (I) · 2000 (II) · 2001 · 2002 · 2003 · 2004 · 2005 · 2006 · 2007 · 2008